# ローデシア特殊空挺部隊

帽章

ローデシア特殊空挺部隊（ローデシアとくしゅくうていぶたい、Rhodesian Special Air Service、ローデシアSAS）は、ローデシア軍の特殊部隊。黒人隊員が多かったセルース・スカウツと異なり、全員が白人で構成されたとされる。
モットーはイギリスのSASと同じく"Who Dares Wins" (あえて挑んだものが勝つ)であり、ベレー帽の色や部隊の徽章も英SASと同様のものを使用していた。兵力は1963年12月末時点で193人、1978年6月時点で約250人。

## 概要

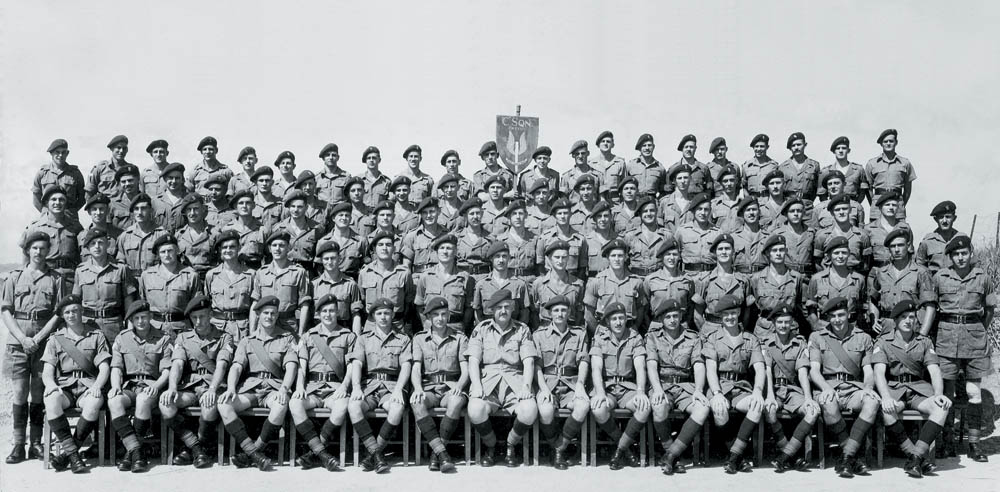
イギリス領時代のローデシアSAS

ローデシアSAS・C中隊（C Squadron, 後に第1SAS連隊に改称）は、1950年11月に結成された南ローデシア極東義勇隊を前身とする。南ローデシア義勇隊は1951年3月、英連邦の一員としてマラヤ動乱に派遣。そこで、カラヴァート中佐を指揮官として新たに編成された、その後の1964年、イギリスより独立した南ローデシアのイアン・スミス政権下にて、ローデシアSASはローデシア陸軍の部隊として再編成が行われ、ザンビアやモザンビークへの越境作戦などでZIPRA（ジンバブエ独立人民共和国軍）やZANLA（ジンバブエ・アフリカ民族解放軍）に大きな打撃を与えた。 
また、モザンビークにおいてはFRELIMO（モザンビーク解放戦線）に対抗する黒人武装勢力RENAMO(モザンビーク民族抵抗運動)の結成にも携わった。
ローデシアSAS内において、南アフリカ国防軍の兵士で構成されたD中隊は、後に南アフリカ国防軍特殊部隊旅団（South African Special Forces Brigade：通称レキ、レキース）の前身となった。